# Inamujandi
 (décembre 2022).
Inamujandi est une femme qui a combattu pour l'indépendance du Burundi.

## Biographie
Inamujandi est une femme originaire de Ndora, dans la région de Nkiko-Mugamba qui se situe au Nord-Ouest du Burundi actuel. Certains historiens affirment que ses origines sont inconnues, d'autres qu'elle est Hutu, ; elle appartient au clan Abajiji. Elle naît vers le milieu du dix-neuvième siècle.
Inamujandi vit dans la forêt de Kibira et peu de gens la voient : elle agit généralement via des messagers. Elle s'affirme dotée de pouvoirs magiques, comme ressusciter les morts ou transformer les balles des fusils européens en eau. Elle prédit un avenir positif pour le pays en échange de cadeaux et de vivres pour elle. Elle affirme également qu'un nouveau roi invincible va émerger et battre les Européens, libérant le pays. Les Belges la taxent de rebelle et de sorcière, un surnom dangereux en pleine époque d'évangélisation du pays.
En juillet 1934, elle appelle à la rébellion contre les autorités coloniales belges. La révolte se prépare de façon très discrète et les chefs et sous-chefs influents transmettent en secret les instructions d'Inamujandi à la population. Le 23 juillet, Inamujandi donne l'ordre d'attaquer, soutenue par Runyota, qui a mené une rébellion une dizaine d'années plus tôt. Le sous-chef Bikarisha et le notable Mbonihankuye sont les premiers attaqués. Les rebelles, estimés entre 2500 et 3000, brûlent une dizaine de missions et plus de 300 huttes en quelques jours. L'action de répression belge commence le 26 juillet. Une troupe d'une cinquantaine de soldats arrive immédiatement. Deux insurgés meurent, mais les autres refusent de se rendre. Les rebelles se battent la nuti et sabotent des ponts ; la résistance continue plusieurs mois.
Le 6 novembre 1934, Inamujandi est capturée par le sous-chef Antoine Kaziri, neveu de Baranyanka, et exilée à Ruyigi, qui sert de ville-prison et où elle meurt peu après,. Avec la capture d'Inamujandi, la révolte s'arrête.

## Postérité

### Anti-colonialisme
Inamujandi est considérée comme une des grandes figures révolutionnaires du Burundi, aux côtés de Runyota.

### Féminisme
Il est supposé que la rareté des récits sur la rébellion d'Inamujandi vient du refus des colons d'écrire des rapports sur le fait d'être battus par une femme, faisant d'Inamujandi une image de femme puissante à une époque très patriarcale,. Elle est parfois comparée à Jeanne d'Arc,.